# Svatokateřinský oltář (Mistr Litoměřického oltáře)
Svatokateřinský oltář (Oltář s obrazy z legendy o svaté Kateřině Alexandrijské) je soubor deskových obrazů z doby kolem roku 1515, připisovaný dílně Mistra Litoměřického oltáře. Z původního retáblu se zachovalo celkem šest deskových obrazů, z toho jedno oboustranně malované křídlo a dvě jednostranně malované desky ve sbírce Národní galerie v Praze a dvě desky v soukromé sbírce G. Schäfera (Schweinfurt).

## Popis a zařazení
Dnes rozebraný oltář se mohl původně skládat ze střední části se dvěma páry pohyblivých křídel, z nichž se nedochovaly dva obrazy. Pokud k oltáři příslušela i pevná křídla, pak je počet nedochovaných obrazů vyšší. Na deskách je vyobrazeno šest scén ze života, umučení a pohřbení sv. Kateřiny. Nejrozšířenějším literárním textem o životě sv. Kateřiny v pozdní gotice byla tzv. Zlatá legenda Jakuba de Voragine, která vznikla ve 3. čtvrtině 14. století (datace souvisí patrně s výzdobou Kaple sv. Kříže na Karlštejně). Ta neobjasňuje některé zobrazené scény, předcházející setkání Kateřiny s císařem Maxentiem. K tomu se nabízí některá podrobnější verze svatokateřinské legendy, např. staročeská verze zvaná Stockholmská. nebo iluminované rukopisy (Les Belles Heures de Jean de France Duc de Berry, 1415) a sklomalby (kostel sv. Viléma, Štrasburk, 1470-1475).
Jako možný původ oltáře je zvažován klášterní Kostel sv. Kateřiny řádu augustiniánek na Novém Městě pražském, založený Karlem IV. roku 1354. Po husitských válkách byl od roku 1518 postupně opravován interiér kostela a roku 1522 byl vysvěcen jeho nový hlavní oltář.
Svatá Kateřina byla v širším středoevropském prostoru velmi populární a byla jí zasvěcena řada kostelů nebo kaplí. Na Karlštejně sloužila kaple sv. Kateřiny jako soukromá oratoř císaře Karla IV., který věřil, že mu zachránila život, když v den jejího svátku 25. listopadu 1332 zvítězil v bitvě u San Felice v severní Itálii. Světice byla uctívána jako nevěsta Kristova, která se mu jako dítěti zaslíbila, a jako ochránkyně panen a dívek. Byla patronkou učenců, univerzit a některých profesí souvisejících s jejím utrpením (koláři, tiskaři, námořníci).

### Části oltáře

#### Čtoucí sv. Kateřina / Umučení sv. Kateřiny
Deska z lipového dřeva 76,5 x 44 cm, tloušťka 7-8 mm, oboustranně malovaná olejovou temperou. Původně v knížecí liechtensteinské galerii, 1964 prodáno Galerii Sanct Lucas ve Vídni, 1969 získáno do sbírky Národní galerie výměnou za jiná díla (inv. č. O 12306). Restaurováno v 60. letech ve Vídni a 1999 v Národní galerii (A. Třeštíková)
Legenda líčí cudnost, krásu a pověstnou učenost sv. Kateřiny, která po smrti svého otce krále Kosta vládla v Alexandrii. Výjev znázorňuje sv. Kateřinu doprovázenou dvorními dámami s rozevřenou knihou. Nejspíše je pohroužena do modliteb před povoláním před císaře Maxentia.
Obraz Umučení sv. Kateřiny je z celého souboru nejkvalitnější. Některé části podkresby připomínají expresivní vedení linie u podkreseb Litoměřického oltáře, ale nejsou totožné. Kompozice se vyznačuje suverénním rozvržením vztahů figury a prostoru, propojením prvního a druhého plánu děje a zaujetím pro perspektivní znázornění mučicího nástroje.

#### Sv. Kateřina před císařem Maxentiem
Deska z lipového dřeva 77 x 44,5 cm, původně část pohyblivého křídla podélně rozříznutého, nynější tloušťka 1-4 mm, nalepeno na vrstvenou desku. Původ neznámý, roku 1946 se obraz nacházel v soukromé sbírce v Budapešti, od 50. let ve sbírce A. Gebera v USA. Po úmrtí sběratele prodáno v aukci Sotheby’s v New Yorku, odkud jej roku 1998 získala Národní galerie v Praze (inv. č. O 17425). Restaurováno 1998-1999 v Národní galerii (A. Třeštíková), zpevněno na zadní straně (D. Zika)

#### Pohřeb sv. Kateřiny
Deska z lipového dřeva 77 x 44,5 cm, tloušťka 1-4 mm, původně tvořila celek s předchozím obrazem a byla získána spolu s ním v aukci do sbírky Národní galerie v Praze (inv. č. O 17426). Oba obrazy jsou uvedeny v katalogu výstavy budapešťského Szépmüvészeti Múzeum roku 1946. Deska byla podélně rozříznuta patrně po roce 1946. Restaurovala A. Třeštíková v NG v letech 1998-1999.

#### Ješitnost sv. Kateřiny
Olejová tempera na dřevěné desce 70,5 x 45,5 cm, tloušťka 5-7 mm, seříznuta horní i dolní část. Deska tvořila část pohyblivého nebo pevného křídla oltáře. Původ neznámý, současný majitel G Schäfer (Schweinfurt, SRN) obraz zakoupil roku 1961 na aukci Weinmüller v Mnichově roku 1961 (inv. č. 4189)

#### Sv. Kateřina na návštěvě u poustevníka
Olejová tempera na dřevěné desce 70 x 45,5 cm, tloušťka 5-7 mm, seříznuta horní i dolní část, na zadní straně zpevněno parketáží. Původ neznámý, současný majitel G. Schäfer (Schweinfurt, SRN) obraz zakoupil na aukci Weinmüller v Mnichově roku 1961 (inv. č. 4190)

#### Chybějící části a možná rekonstrukce původní podoby oltáře
Ve střední části oltáře mohl být obraz Madona s dítětem mezi sv. pannami, nebo spíše Madona s dítětem a sv. Kateřinou, výjev označovaný jako Zasnoubení sv. Kateřiny. U pozdně gotických obrazových cyklů již neexistovala pevná pravidla pro následné horizontální či vertikální pořadí jednotlivých výjevů a proto spolehlivá rekonstrukce uspořádání křídel oltáře není možná.
Ikonografie zachovaných obrazů není zcela standardní ilustrací legendy a nelze z ní usuzovat na chybějící části. Navíc není možné odlišit vnitřní a vnější strany křídel na základě různého pozadí nebo zlacení. Z počtu zachovaných částí je pravděpodobné, že každé křídlo sestávalo ze dvou desek umístěných nad sebou ve společném rámu. Porovnáním se dvěma oboustranně malovanými deskami ve sbírce Národní galerie lze předpokládat, že i jednostranné obrazy v Schäfferově sbírce vznikly podélným rozříznutím desek a zadní malovaná část byla sejmuta či ztracena.

### Styl malby
Obrazy z legendy o svaté Kateřině Alexandrijské jsou řazeny k pozdnímu dílu Mistra Litoměřického oltáře a jeho dílny. Byla zjištěna řada souvislostí s Oltářem Litoměřickým, Oltářem svaté Trojice a Oltářem Strahovským, Votivní deskou Jana z Vartemberka a některými obrazy Svatováclavské legendy. Díla spojuje obdobná fyziognomie i typ postav, kostýmní detaily, řešení prostoru s architektonickými prvky, detaily krajin v pozadí. Krajinný rámec obrazů je stylově jednotný - ukazuje krajinu s bujnou vegetací, rozeklanými suchými větvemi a fantaskní architekturou. Užití vzdušné perspektivy a více prostorových plánů ukazuje na poučení malíře díly dunajské školy. Svatokateřinský cyklus se odlišuje méně dokonalou konstrukcí obrazového prostoru a neorganickou kombinací několika prostorových rovin, typem pohybových schémat figur a systémem záhybů drapérií, který je spíše dekorativní. Snaha o sjednocení děje vedla k opakování figurálních typů i jejich oděvů, ale zároveň zvýraznila některé stylové odlišnosti.

### Technika malby
Restaurování obrazů nově získaných do sbírky Národní galerie potvrzuje podobnou techniku malby při porovnání s jinými díly Mistra Litoměřického oltáře. Kvalita malířského provedení je však poněkud nižší a odpovídá účasti více malířů v rámci dílny. Byly zjištěny i některé rozdíly v přípravě podkladu a vrstvení malby.
Podklad obrazů tvoří klihový izolační nátěr a na něm nanesená vrstva přírodní křídy pojené klihem. Na ní je proteinová izolační vrstva tvořená pravděpodobně vaječným bílkem a želatinou. Podkresby jednotlivých obrazů jsou většinou schematičtější, s výjimkou Umučení, kde se blíží pečlivé modelaci objemu zjištěné u Litoměřického oltáře, u dvou dalších desek jsou podkresby drapérií blízké podkresbě u Oltáře sv. Trojice. Inkarnáty jsou podloženy vrstvičkou olovnaté běloby a modelovány jednou vrstvou malby obsahující bělobu, rumělku a uhlovou čerň. Pro dílnu Mistra Litoměřického oltáře je typické užití neobvyklého fialového pigmentu fluoritu v podmalbě a červený lak s organickou složkou. Barevnost fluoritové vrstvy kolísá s velikostí zrn pigmentu od světlých až průsvitných tónů po sytě fialovou a stupňuje se s velikostí částic. K modelaci drapérie je užita železitá červeň, běloba a rumělka, a svrchní vrstva tvořená červeným organickým lakem, který obsahuje anorganické hlinitokřemičité, vápenaté a jílové složky. Vrstvy zelené barvy obsahují měděnku, olovnato-cíničitou žluť nebo žlutý okr a bělobu. Modrá barva je azurit v kombinaci s bělobou a žlutým okrem, v podmalbě s fluoritem a železitou červení.